# Uli

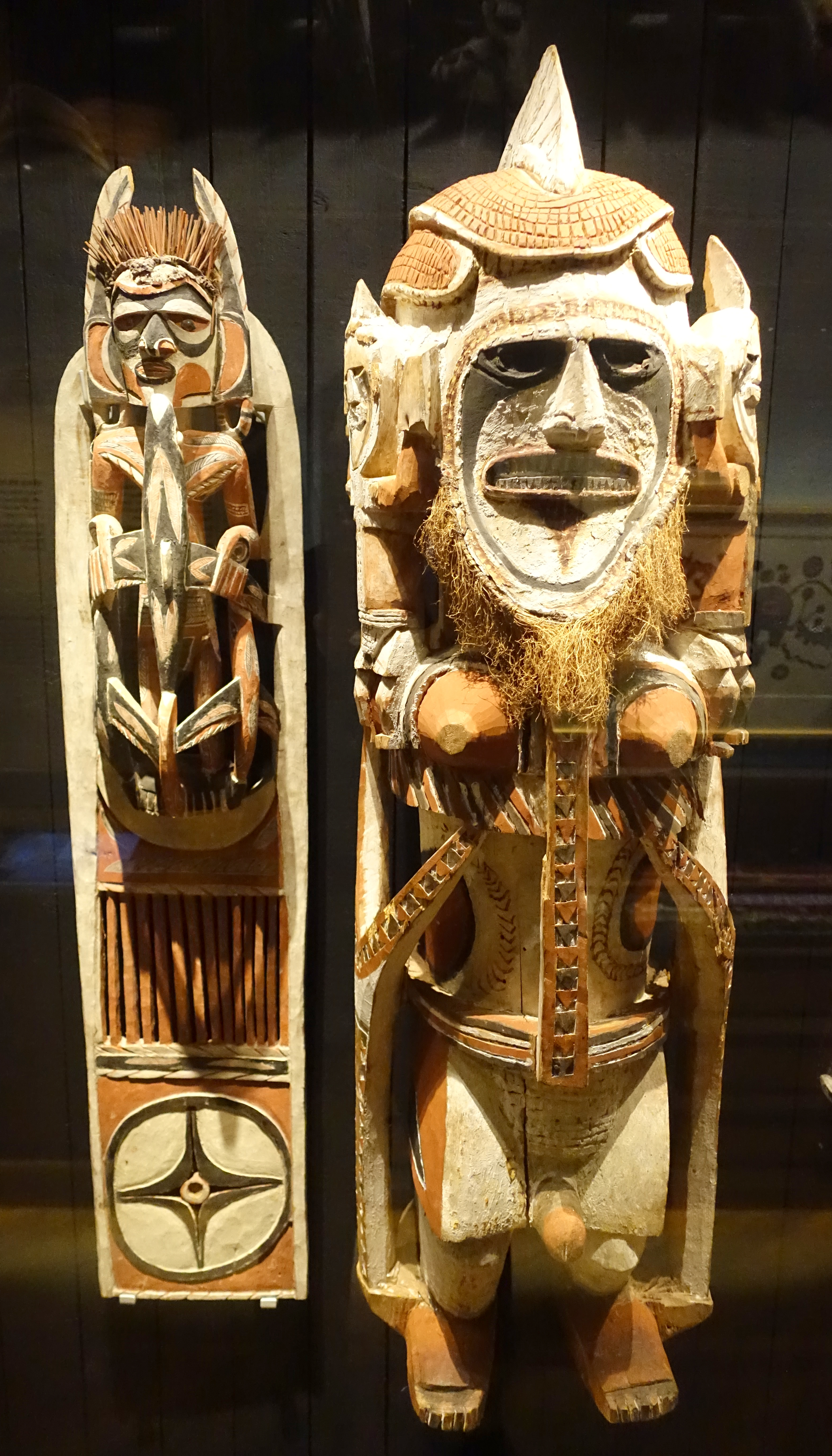
Två träfigurer från Nya Irland, utställda på Etnografiska museet, Stockholm, 2014. Figuren till vänster är en malangan (1915.02.0772) och till höger en uli (1915.02.0763).

Ulifigurer är träfigurer från Nya Irland i Papua Nya Guinea. Befolkningen i centrala Nya Irland hade en konstnärstradition som, precis som sina grannar i norr och söder, i stor utsträckning kretsade kring ceremonier och ritualer kopplade till födelse och död. I motsats till de nordliga komplexa malangansniderierna tillverkade konstnärerna i centrala Nya Irland mindre utsmyckade men mer permanenta figurer som kallas uli, vilka, till skillnad från malanganer, kunde återanvändes många gånger. Först efter 13 olika ceremonitillfällen under en treårsperiod var en uli färdig. 

## Utseende
De är snidade och målade med starka och tydliga färger och former. Huvudet är dekorerat med en hjälmliknande huvudbonad med en spetsig kam över toppen. Ansiktsdragen är skarpa och uppfattas av många som hotfulla med sitt breda och spetsiga skägg, svarta markeringar som sveper från ögonen förbi munnen till hakan och en bred mun. Den satta torson stöds av massiva ben som är böjda vid knäna och de är utrustade med både fallos och kvinnobröst. Karaktäristiska för ulifigurerna är inkluderandet i huvudfiguren av mindre figurer som duplicerar den större bilden. De är fästade på huvudkroppen vid basen, buken eller axlarna. Det har föreslagits att de mindre figurerna på axlarna skulle vara ulis armar som pekar uppåt. Ett ofta komplext öppet gallerverk pryder figuren från brösten och neråt.

## Användning och utbredning
Innan Nya Irland hamnade under tysk förvaltningen 1884 tillverkades och användes ulifigurer i byarna i det bergiga inlandet Konos och nordväst om Leletplatån, i den madaktalande regionen i norr. Därefter började bergsfolk att flytta och i början av 1900-talet fanns ulifigurer i ett antal byar vid kusterna innan traditionen dog ut någon gång i slutet av 1930-talet.

### Användning i ceremonier
Ulifigurer började sannolikt tillverkas redan för flera hundra år sedan under en period då krigiska ledare och hövdingar hade hög status. Riterna och ceremonierna kopplade till figurerna har varit hemliga och därför är inte särskilt mycket känt om dem. Figurerna visades upp som en del av långa fruktbarhetsritualer som omfattade återbegravning av mänskliga skallar vilket följdes av planteringen av heliga växter, bland annat alpina, heliconia och andra växter. När en nygjord uli skulle invigas, hjälpte en shaman att leda en avliden hövdings ande in i figuren och efter ceremonin hade figuren en plats i männens hus där den skulle fortsätta att hjälpa den avlidne hövdingens efterträdare och hans folk. Utifrån tillgängliga fältdata från Nya Irland framgår det att figurerna visades upp i grupper om två eller tre i rektangulära eller koniska visningshus som ligger i männens hus eller inom de områden i byn som tillhörde männen. Även om det var starkt förbjudet att visa ulifigurerna för kvinnor kunde kvinnor delta i ett antal aktiviteter kopplade till figurerna. En del av uliritualerna omfattade dödandet och ätandet av grisar, liksom ett antal danser, av vilka några hade kvinnliga deltagare.

### Symbolik
Ulifigurer tillverkades med både fallos och kvinnliga bröst. Denna blandning av manliga och kvinnliga egenskaper symboliserar ledarnas förmåga att trygga folkets försörjning och fertilitet. Ulifigurerna symboliserar sambandet mellan manlig och kvinnlig livsenergi i initiationsriter.